# 森﨑美月
森﨑 美月（もりさき みづき、2007年〈平成19年〉4月9日 - ）は、日本の子役、ファッションモデル。神奈川県出身。スターダストプロモーション制作2部所属。

## 経歴
かつては、『ニコ☆プチKIDS』（新潮社）の専属モデルを過去に務めていた。
- 2016年（平成28年）1月、ミサワホームの「企業広告」でデビュー。
- 2016年（平成28年）3月、セガトイズの「リルリルフェアリルシリーズ」でCMデビュー。
- 2016年（平成28年）10月、映画「満腹探偵クウコ」で映画デビュー。
- 2016年（平成28年）12月、ユニバーサルスタジオジャパンの「ユニバーサルワンダークリスマス2016」のCMに出演。
- 2017年（平成29年）5月、ハウス食品の「完熟トマトのハヤシライスソース」のCMに出演。
- 2019年（令和元年）12月21日、新潮社の雑誌『ニコ☆プチ』2020年2月号にて同誌専属モデル(プチ㋲)デビュー。
- 2020年（令和2年）5月、フリーペーパー『ニコ☆プチPlus』vol.4にて初表紙(右)を飾った。井口虹姫(中央)、本多萌愛(左)と共同。
- 2020年（令和2年）7月3日、『SISTER JENNI』のイメージモデルデビュー。
- 2020年（令和2年）7月31日、フリーペーパー『ニコ☆プチPlus』vol.5にて2度目の表紙(左)を飾った。葛西杏也菜(右)と共同。
- 2020年（令和2年）8月22日、『ニコ☆プチ』（新潮社）同年10月号にて初表紙(右)を飾った。犬飼恋彩(左)と共同。
- 2021年（令和3年）2月22日、『ニコ☆プチ』（新潮社）同年4月号にて2度目の表紙(左)を飾った。近藤藍月(右)と共同。
- 2021年（令和3年）4月22日、ニコ☆プチの専属モデルを卒業
- 2021年（令和3年）8月18日、ミスSeventeen2021に選出されて、Seventeenの専属モデルとなる[2]。

## 出演

### テレビドラマ
- 青のSP―学校内警察・嶋田隆平― 第1話（2021年1月12日、関西テレビ・フジテレビ） - 岩井真帆 役
- イチケイのカラス 第1話 （2021年4月5日、フジテレビ）
- 猫カレ -少年を飼う-（2023年10月8日 - 12月24日、BSテレビ東京） - 志田こころ 役[3]

### テレビ番組
- NHK高校講座 世界史探究（2024年4月3日 - 、NHK Eテレ）

### 雑誌
- ニコ☆プチ（新潮社、2020年2月号 - 2022年6月号）
- ニコ☆プチKIDS（新潮社）
- Seventeen（集英社、2021年8月 - ） - 専属モデル

### CM
- ハウス食品「完熟トマトのハヤシライスソース」（2017年5月）
- ユニバーサルスタジオジャパン「ユニバーサルワンダークリスマス2016」（2016年12月）
- セガトイズ「リルリルフェアリルシリーズ」（2016年3月）

### 映画
- 仮面女子映画シリーズ第6弾「満腹探偵クウコ」（2016年10月）

### PV
- ひかりのなかに「ムーンライト」（2020年9月2日リリース）

### 広告
- SISTER JENNI
- ミサワホーム「企業広告」（2016年1月）